# Elektrofony elektromechaniczne

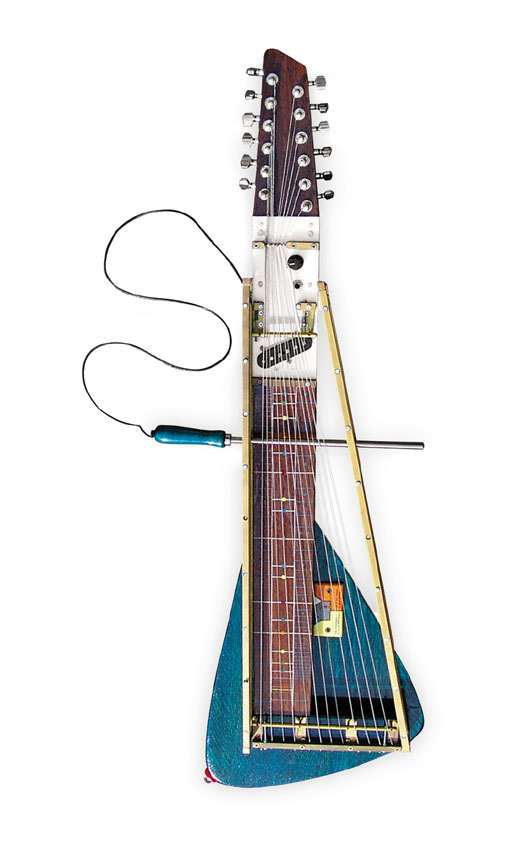
Moodswinger, cytra elektryczna, 2006, Yuri Landman

Elektromechaniczne instrumenty muzyczne (pot. elektryczne instrumenty muzyczne) – grupa instrumentów muzycznych należąca do elektrofonów, w których dźwięk tworzony jest przez układ elektromechaniczny.
Wczesne instrumenty elektryczne wykorzystywały elektryczne i elektroakustyczne zjawiska w celu wytworzenia dźwięków muzycznych lub quasi-muzycznych. Zaczęły powstawać od roku 1876 i choć miały bardzo ograniczone zastosowanie – rzadko pisano utwory z myślą o nich – stanowią bardzo ważny etap na drodze do powstania nowoczesnych instrumentów elektronicznych, takich jak np. organy Hammonda czy melotron. Dopiero w drugiej połowie XX wieku instrumenty elektromechaniczne stały się ważnym elementem muzyki, głównie rozrywkowej. Odegrały też w pewnym okresie znaczącą rolę w awangardowej muzyce współczesnej.

## Wybrane konstrukcje
Wybrane instrumenty elektryczne w porządku chronologicznym według daty wynalezienia/konstrukcji: muzyczny telegraf (1876), telharmonium (1897), śpiewający łuk (1899), choralcello (1909), Audion Piano (1915), pianino optotoniczne (1916), Elektrophon (1921) oraz jego odmiany: Kurbelsphärophon, Klaviatursphärophon, Partiturophon i Kaleidophon, Pianorad (1926), Cellulofon (1927), Givelet (1927), Hellertion (1929), Givelet (1930), Rhythmicon (1930), Wiolonczela Teremena (1930), elektrochord (1932), organy Hammonda (1935), Hellertion (1936), Organy światłotonowe (1936), Vocoder (1939), Clavivox (1950), Electronium (1950), Side Man (1959), Melotron (1963), Optigan (1971), Dynatone (1987).

## Transformacje istniejących instrumentów
Zupełnie inną drogą szli konstruktorzy instrumentów elektromechanicznych, które powstawały na bazie tradycyjnych instrumentów akustycznych i miały podobny do nich wygląd. Sposób gry na takich instrumentach jest taki sam, jak na instrumentach akustycznych, a różnica pomiędzy nimi polega na budowie instrumentu – bezpośrednie źródło dźwięku pozostaje to samo, natomiast elementy rezonansowe (odpowiedzialne głównie za wzmocnienie dźwięku, choć pośrednio także i za barwę) są zastąpione przez przetworniki, zamieniające drgania mechaniczne na sygnał elektryczny. Podobieństwo do instrumentów elektronicznych polega natomiast na tym, że do usłyszenia instrumentu potrzebny jest wzmacniacz i głośnik, a barwa instrumentu może być poszerzana na drodze elektronicznej.
Twórcom pierwszych instrumentów elektrycznych zależało na możliwie jak najwierniejszym odtworzeniu brzmienia akustycznego odpowiednika instrumentu. Potem jednak odkryto, że stosując różne techniki gry oraz inne zjawiska (np. przesterowanie wzmacniacza lub sprzężenie zwrotne), można uzyskać niespotykane wcześniej charakterystyki brzmieniowe. Dodatkowo zaczęto również stosować cały szereg urządzeń efektowych – najpierw analogowych, później także cyfrowych.
Pierwotnie (i przez dość długi czas) w instrumentach elektrycznych stosowano jedynie przetworniki elektromagnetyczne. Ograniczało to poważnie elektryfikację wielu rodzajów instrumentów, gdyż wibrator musiał mieć właściwości ferromagnetyczne, co w praktyce oznaczało, że instrumentami takimi mogły być jedynie te zaopatrzone w metalowe struny. Dopiero w latach 80. XX wieku technika piezoelektryków została udoskonalona na tyle, że przetworniki oparte na tym zjawisku mogły zostać praktycznie zastosowane w technologii akustycznej. Od tego momentu stało się możliwe stworzenie instrumentów elektrycznych dla większości instrumentów akustycznych, włączając w to instrumenty perkusyjne oraz instrumenty dęte, choć niewiele rodzajów takich instrumentów weszło do powszechnego użytku.
Do najczęściej używanych instrumentów elektrycznych należą gitara basowa, gitara elektryczna, kontrabas elektryczny tzw. stick, mandolina elektryczna, pianino elektryczne oraz skrzypce elektryczne.